# Alexander Sacher-Masoch

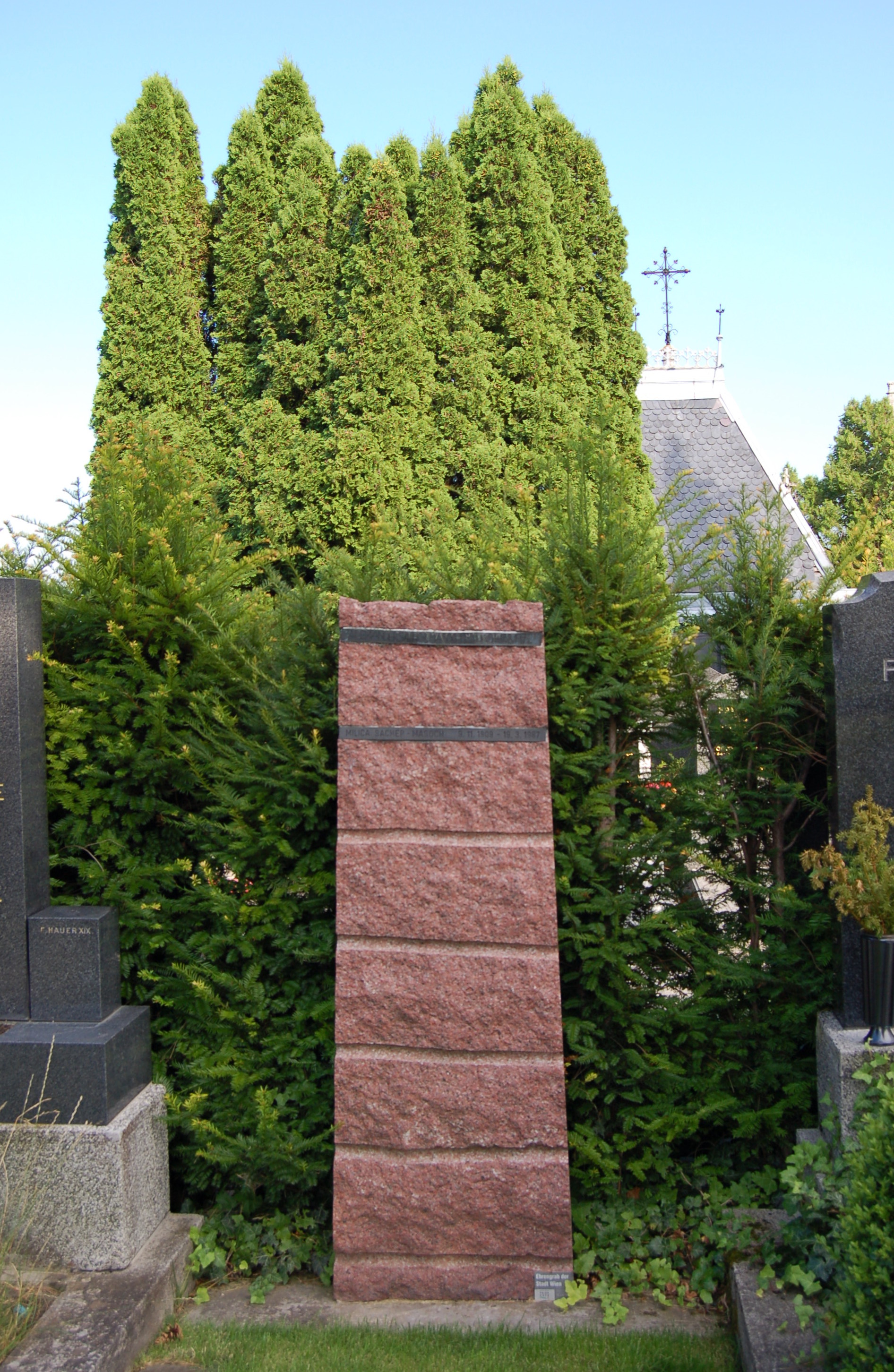
Mormântul lui Alexander Sacher-Masoch în cimitirul Grinzing

Alexander (von) Sacher Masoch (n. 18 noiembrie 1901, Vítkovice⁠(d), Liberec, Cehia – d. 17 august 1972, Viena, Austria) a fost un scriitor austriac.

## Biografie
Alexander Sacher-Masoch a fost un strănepot al lui Leopold von Sacher-Masoch. Inițial a practicat meseria de chimist și s-a lansat ca scriitor în perioada interbelică, având o orientare politică de stânga. În perioada 1938-1940 a lucrat ca jurnalist emigrant la Belgrad, iar între anii 1940-1943 a trăit și a fost internat parțial pe insula Korčula. După sfârșitul războiului Sacher-Masoch a fost, împreună cu Franz Theodor Csokor, unul dintre cofondatorii Pen-clubului austriac și primul său secretar general, după 1945. În perioada 1946-1947 Sacher-Masoch a fost primul redactor-șef al revistei culturale Österreichisches Tagebuch (ulterior Wiener Tagebuch), publicate de  Partidul Comunist Austriac (KPÖ). Operele literare ale lui Sacher-Masochs tratează critic ultimele decenii ale Monarhiei Dunărene și alte subiecte istorice contemporane. Romanul Die Ölgärten brennen relatează experiențele din perioada războiului ale lui Masoch pe insula Korčula.
Sacher-Masoch a fost îngropat în cimitirul Grinzing cimitir (grupa 20, parcela 5, numărul 16), într-un mormânt de onoare. Văduva lui a fondat în anul 1994 un premiu literar în memoria lui, denumit premiul Alexander Sacher-Masoch.

## Lucrări (selecție)
- Die Parade, Viena, 1946
- Zeit der Dämonen (ein Gedicht), Viena, 1946
- Abenteuer eines Sommers, Viena, 1946
- Die Zeit vergeht..., 1947
- Beppo und Pule. Roman einer Insel («Geschrieben auf der Insel Korcula in den Jahren 1941 bis 1943»). Viena, 1948
- Piplatsch träumt. Ein Zigeunerbuch, Zürich, 1949
- Die Ölgärten brennen, 1956

## Legături externe
- de Alexander Sacher-Masoch în Catalogul Bibliotecii Naționale a Germaniei (Informații despre Alexander Sacher-Masoch • PICA • Căutare pe site-ul Apper)
- Referire în Alexander Sacher-Masoch în: Austria-Forum, rețeaua austriacă de informații – online   (auf AEIOU)Österreich-LexikonReferire în Alexander Sacher-Masoch în: Austria-Forum, rețeaua austriacă de informații – online   (auf AEIOU)